# Château de Thouaré
Le château de Thouaré est un château situé à Thouaré-sur-Loire, en France.

## Description
Le château de Thouaré dans sa configuration actuelle date du XIVe siècle. Il se situe sur un grand parc verdoyant, aux arbres centenaires, il est construit en deux ailes, avec une tour-lanterne Renaissance, la façade est constituée d'éléments de diverses époques dont des créneaux datant du Moyen Âge. Des dépendances et des écuries sont également adjacentes. Les douves datent du Xe siècle.
Les fenêtres sont à double meneau et datent de la seconde moitié du XIXe siècle. Le pigeonnier en pierre et tuffeau, date du XVe siècle, son dôme en ardoise est coiffé d'une sculpture représentant un pigeon, il comporte 1 189 niches, autrefois symbole de la puissance des seigneurs des lieux.
Le château est une propriété privée et ne se visite pas, mais il peut être loué pour des événements privés.
Le pigeonnier est certaines années ouvert à la visite lors des journées européennes du patrimoine.

## Localisation
Le château est situé sur la commune de Thouaré-sur-Loire, dans le département de la Loire-Atlantique.

## Historique
Le site du château, semble avoir toujours été habité, dès l'âge de bronze, sa situation en bord de Loire est un emplacement stratégique.
Le château primitif, ancienne motte féodale, est édifié au Xe siècle, peut être sur les vestiges d'une ancienne villa gallo-romaine, et dépend alors du duché de Bretagne.
Le château et la seigneurie de Thouaré auraient été fondés en 1254, par le chevalier Guillaume de Thouaré, seigneur de la Motte, sous le régaire de l'évêché de Nantes.
Au Moyen Âge, le bourg de Thouaré se concentre autour du château, la chapelle du château devient alors la première église Saint-Vincent de Thouaré pour accueillir ses paroissiens, avant son déplacement dans le centre actuel pour des raisons démographiques. Les habitations et le presbytère lui été adjacents, une voie centrale délimitait le château et l'église des habitations voisines.
Le monument est inscrit au titre des monuments historiques en 1982.

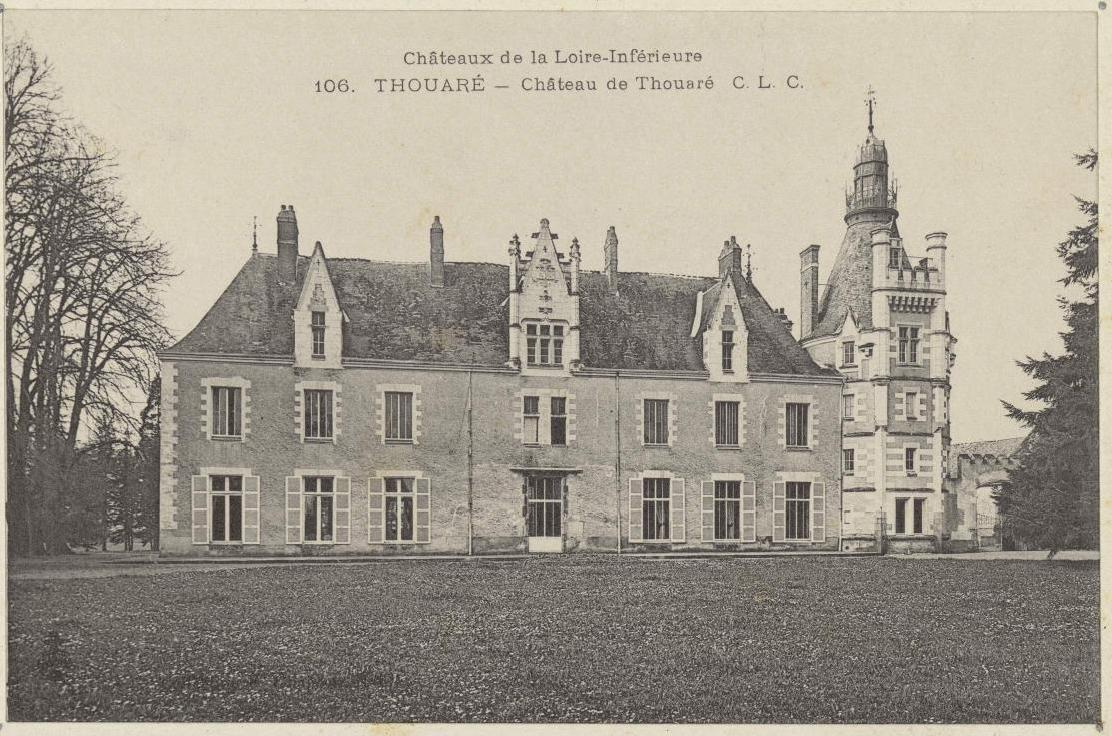
Château de Thouaré
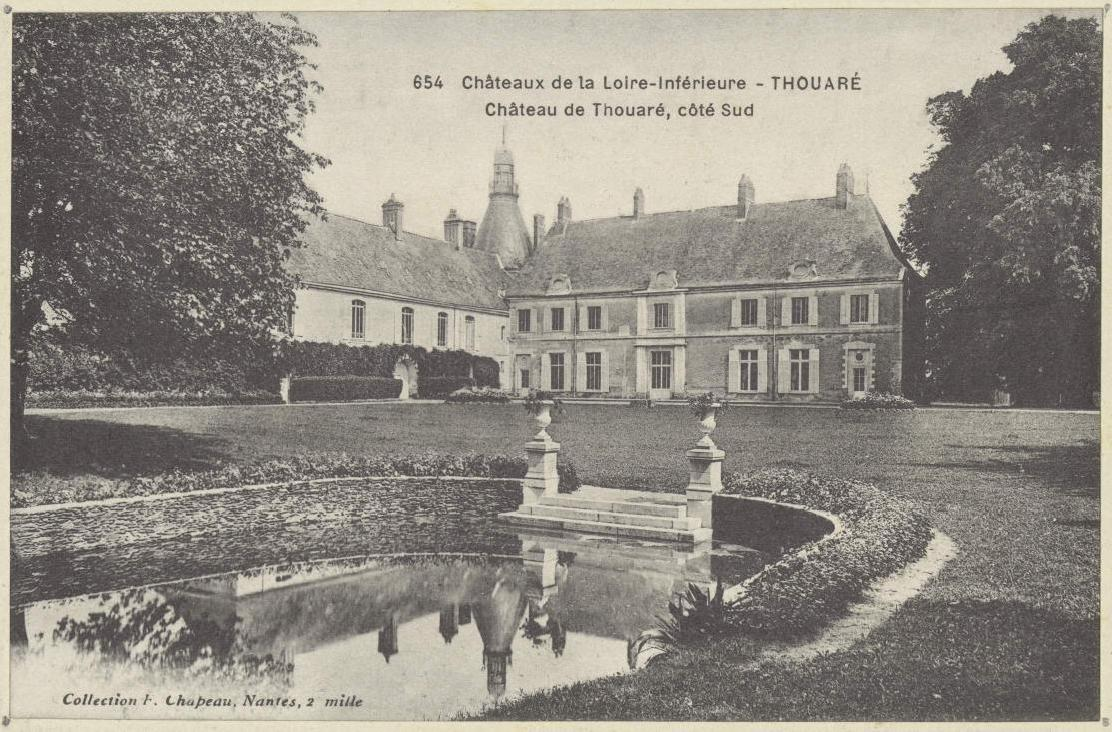
Château de Thouaré, côté sud

### Propriétaires successifs
- Guillaume de Thouaré, chevalier et seigneur de la Motte, 1254 ;
- Jeanne d'Ussé ou d'Ucé de Tourraine  (1378), qui apporta la châtellenie à son mari Briant IV de Montjean, par leur union en 1343 ;
- Gilles d'Elbiest, chevalier flamand au service de Jean V, qui aurait reçu le château au titre des services rendus en 1393. La transmission se fit aux enfants de Gilles, qui moururent sans postérité. C'est Marguerite d'Elbiest, tante paternelle qui devint l'héritière (1505) et transmis la châtellenie à la famille Saint-Amadour, en épousant Jean de Saint-Amadour (famille issue de la Selle-Craonnaise), seigneur de Lisé ;
- Jean de Saint-Amadour (ou de Saint-Amator), chevalier de Charles VIII, obtint la seigneurie de Guignen en Vicomté en 1519, il transmit le château de Thouaré à sa fille, Phillipe de Saint-Amadour. Philippe épousa Charles de Bretagne, comte de Vertus et baron d'Avaugour. Leur fille, Antoinette de Bretagne eut en partage la seigneurie, épousa Pierre d'Escoubleau de Sourdis, et la transmit à son tour à sa fille Anne d'Escoubleau, femme de François de Simiane, marquis de Gordes. Anne d'Escoubleau vendit la seigneurie à Anne Descartes, veuve de Louis d'Avaugour en 1657 ;
- Anne Descartes, demi-sœur du philosophe René Descartes, veuve de Louis d'Avaugour, fait hommage au roi pour Thouaré le 13 janvier 1673. Anne vend le château en 1704 à la famille Mosnier ;
- Joseph Mosnier de Thouaré, sieur de la Valtière, maître à la Chambre des comptes de Bretagne, et sa femme Marie Langlois, rendent hommage au roi pour le château en 1713. Jacques Mosnier, seigneur de Thouaré et fils de Joseph Mosnier, transmet le château  à son fils Louis Mosnier en 1774. À la Révolution, Louis Mosnier se trouvant mort et ses enfants émigrés, le château est pillé en 1792. Après la Révolution, la veuve de Louis Mosnier, Geneviève Bougrenet le récupère après qu'il a été vendu au titre de bien national et le vend à la famille Cézard ;
- Nicolas Sigisbert Cézard, industriel et armateur originaire de Nancy, propriétaire des raffineries de Launay et de Chantenay, acquiert le château en 1864 ou 1873. La famille Cézard, en faillite, vend le château en 1880 ;
- la famille Mathieu de Vienne fait l'acquisition du château en 1882.

### Grand tour de France de Charles IX
Du 24 janvier 1564 au 1er mai 1566, le roi Charles IX entreprend un grand tour de France. Lors de ce voyage, le 11 octobre 1565 le roi fait étape au château de Thouaré, accueilli par Charles de Bretagne d'Avaugour et sa femme Philippe de Saint-Amadour pour le dîner. Le roi se rend ensuite à Nantes, au château des Ducs de Bretagne, où il séjournera trois jours.